# Diocesi di Circesio
La diocesi di Circesio (in latino Dioecesis Circesiensis) è una sede soppressa del patriarcato di Antiochia e una sede titolare della Chiesa cattolica.

## Storia
Circesio, identificabile con Qarqisiya in Siria, è un'antica sede episcopale della provincia romana dell'Osroene nella diocesi civile d'Oriente. Faceva parte del patriarcato di Antiochia ed era suffraganea dell'arcidiocesi di Edessa, come attestato in una Notitia episcopatuum del VI secolo.
Sono noti diversi vescovi di questa antica sede episcopale. Secondo Le Quien, Giona avrebbe partecipato al primo concilio di Nicea nel 325, ma il suo nome non appare nelle liste autentiche del concilio. Abramo prese parte al concilio di Calcedonia del 451 e sottoscrisse la lettera dei vescovi dell'Osroene all'imperatore Leone (458) in seguito all'uccisione del patriarca alessandrino Proterio. Davide (Davithas) fu uno dei padri del concilio convocato nel 536 dal patriarca Menas. Tommaso assistette al secondo concilio di Costantinopoli.
Circesio fu anche un importante centro della Chiesa siriaca, nota in Occidente come Chiesa giacobita. Nel 518 il vescovo Nonno venne deposto dall'imperatore Giustino I; partecipò inoltre, come rappresentante della sua Chiesa, alla conferenza tra monofisiti e ortodossi indetta a Costantinopoli nel 532. La Cronaca di Michele il Siro riporta i nomi di una quindicina di vescovi giacobiti, da Giovanni (menzionato nel 684) a Iwannios (1050 circa).
Dal XIX secolo Circesio è annoverata tra le sedi vescovili titolari della Chiesa cattolica; la sede è vacante dal 24 novembre 1980.

## Cronotassi

### Vescovi greci
- Giona † (menzionato nel 325)
- Abramo † (prima del 451 - dopo il 458)
  - Nonno † (? - 518 deposto) (vescovo giacobita)
- Davide † (menzionato nel 536)
- Tommaso † (menzionato nel 553)

### Vescovi titolari
- Jean-Baptiste Simon, S.I. † (7 gennaio 1899 - 10 agosto 1899 deceduto)
- Filemón Cabanillas † (16 novembre 1899 - 25 gennaio 1913 deceduto)
- Jean-François Cuvelier, C.SS.R. † (23 luglio 1930 - 13 agosto 1962 deceduto)
- Giovanni Gazza, S.X. † (12 novembre 1962 - 24 novembre 1980 nominato vescovo di Aversa)